# Стратиграфія донних відкладів
Стратиграфія донних відкладів – розділ морської геології, присвячений вивченню послідовності залягання й історії нагромадження донних відкладів сучасних водойм. У С. д.в. застосовуються методи біостратиграфії, абсолютної геохронології, літологічного дослідження осадів. Основними її завданнями є відновлення палеогеографічних умов й історії геол. розвитку водойм, зокрема вивчення осадових форм дна морів та океанів.